# 21576 McGivney
21576 McGivney è un asteroide della fascia principale. Scoperto nel 1998, presenta un'orbita caratterizzata da un semiasse maggiore pari a 3,1755263 UA e da un'eccentricità di 0,1287228, inclinata di 2,17915° rispetto all'eclittica.
L'asteroide è dedicato al sacerdote statunitense Michael J. McGivney.